# Diarhabdosia brunnea
Diarhabdosia brunnea là một loài bướm đêm thuộc phân họ Arctiinae, họ Erebidae.